# Курьер-1Б

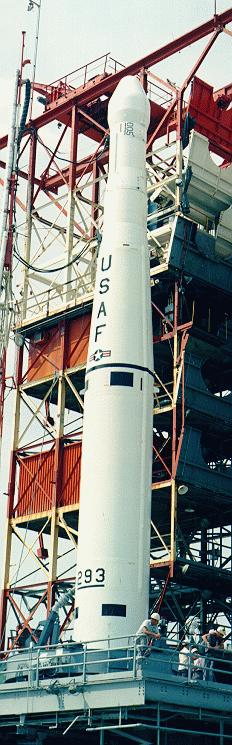
Ракета-носитель Тор-Эйблстар со спутником Курьер-1Б, 04.10.1960

Курьер-1Б (англ. Courier 1B) — экспериментальный спутник связи, первый в мире активный передающий спутник-ретранслятор. Первый в мире спутник связи, использующий солнечные батареи для перезарядки батарей питания.

## Разработка
Разработан и построен в городе Пало-Альто, Калифорния, организацией Western Development Labs (WDL), которая была подразделением компании Philco. Ранее Western Development Labs была известна как Army Fort Monmouth Laboratories, сейчас — SSL, подразделение Loral Space & Communications. Спутники связи типа Курьер-1 были сделаны с учётом опыта работы спутника SCORE, первого в мире спутника связи с пассивным отражателем. Разработка SCORE, запущенного в 1958 году, была инициирована войсками связи США. Было построено три спутника серии Курьер-1 — Курьер-1А, Курьер-1Б, Курьер-1С.

## Детали миссии
Спутники серии Курьер-1 использовали ракету-носитель Thor DM-21 Ablestar.
Первый спутник серии, Курьер-1А, был потерян в результате неудачного запуска, через 2,5 минуты после старта. Курьер-1Б был успешно запущен 4 октября 1960 года, вышел на околоземную орбиту. Спутник весил 230 килограмм, имел приблизительно 19 000 фотоэлементов в солнечных батареях и был первым спутником, использующим никель-кадмиевые элементы питания. Он имел эффективную скорость передачи около 55 000 бит в секунду (до 100 000 слов в минуту).
После завершения первого витка на орбите, Курьер-1Б передал сообщение президента США Дуайта Эйзенхауэра в ООН. Сообщение передавалось со станции спутникового слежения в форте Монмут, Нью-Джерси. Приём сигнала осуществлялся станцией в Пуэрто-Рико. За время своей работы спутник передал более 50 миллионов телетайпных сигналов. Спустя 228 витков на орбите и 17 суток связь со спутником оборвалась. Считается, что коды доступа, основанные на измерении времени, потеряли синхронизацию, что обусловило невозможность ответа, спутник стал воспринимать получаемые команды несанкционированными.
В настоящее время спутник находится на орбите. Параметры его орбиты с момента запуска несколько изменились:
| Параметр         | 04.10.1960   | 26.05.2000   |
| ---------------- | ------------ | ------------ |
| Эксцентриситет   | 0,020        | 0,017        |
| Наклонение       | 28,33°       | 28,33°       |
| Период обращения | 106,85 минут | 106,97 минут |
| Апоцентр         | 1237 км      | 1210 км      |
| Перицентр        | 938 км       | 963 км       |

Также был построен спутник Курьер-1C (англ. Courier 1C), но он не был запущен.